# Lévis
Lévis é uma cidade localizada na província canadense de Quebec. A sua área é de 443,65 km², sua população é de 126 396 habitantes, e sua densidade populacional é de 284,9 hab/km² (segundo o censo canadense de 2001). A cidade foi fundada em 1861, e incorporada em 1990. A população da cidade em 1991 foi de 39 417 habitantes.